# Guembelia bernoullii
Guembelia bernoullii là một loài Rêu trong họ Grimmiaceae. Loài này được (Müll. Hal.) Ochyra & Żarnowiec mô tả khoa học đầu tiên năm 2003.